# Prensa móvel

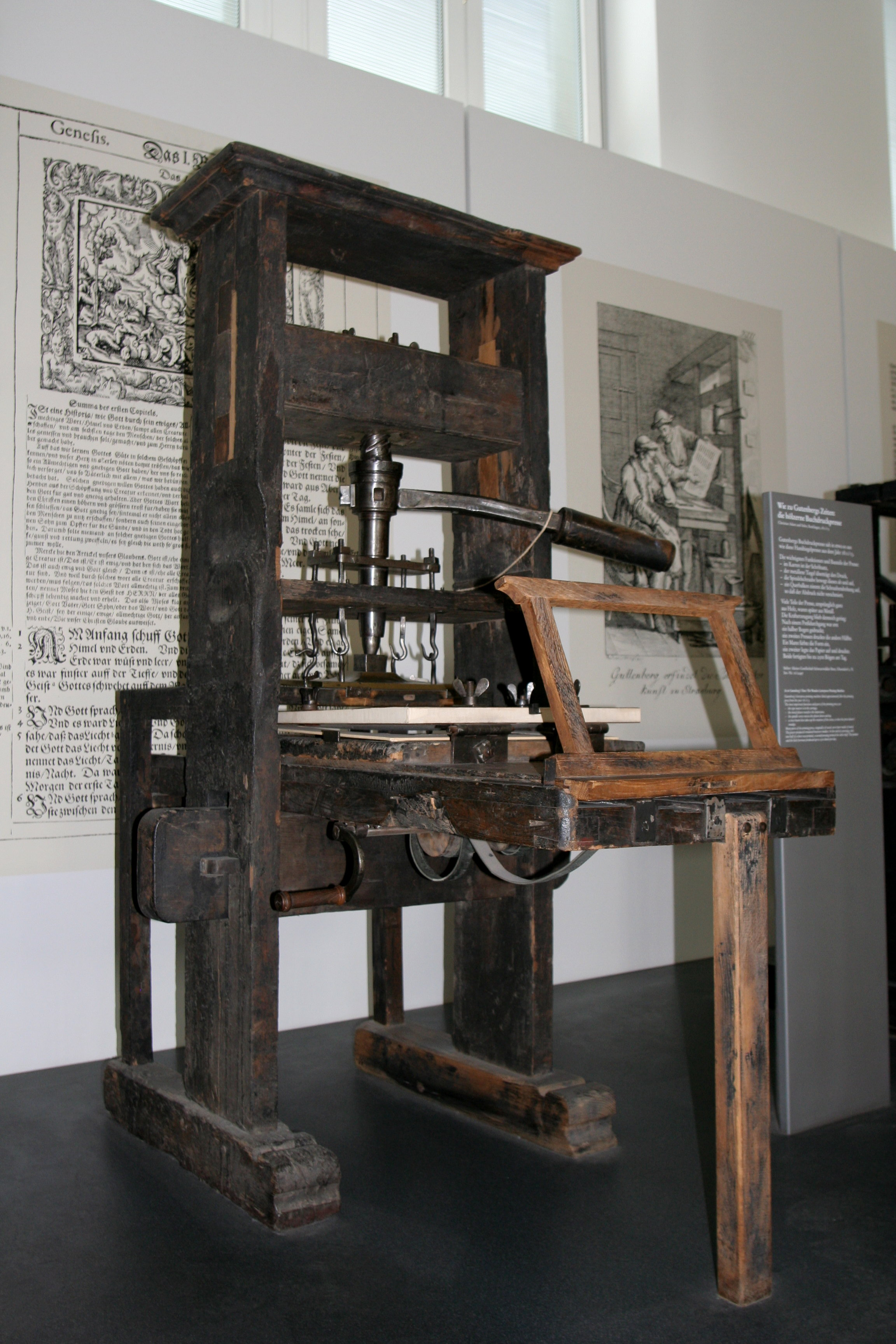
Prensa de tipos móveis de 1811, em exposição em Munique, Alemanha

A prensa de tipos móveis, ou somente prensa móvel, é um dispositivo que aplica pressão numa superfície com tinta, transferindo-a para uma superfície de impressão, geralmente papel ou tecido. Ela é normalmente utilizada para imprimir textos ("a reprodução técnica da escrita"), mas também foi adaptada para impressão em larga escala de imagens, mapas, diagramas e tabelas matemáticas. Da mesma maneira, a xilogravura, criada na Idade Média, e a litografia, do século XIX, fazem reprodução em massa de imagens mas com técnicas um pouco diferentes da técnica utilizada pela prensa móvel. 

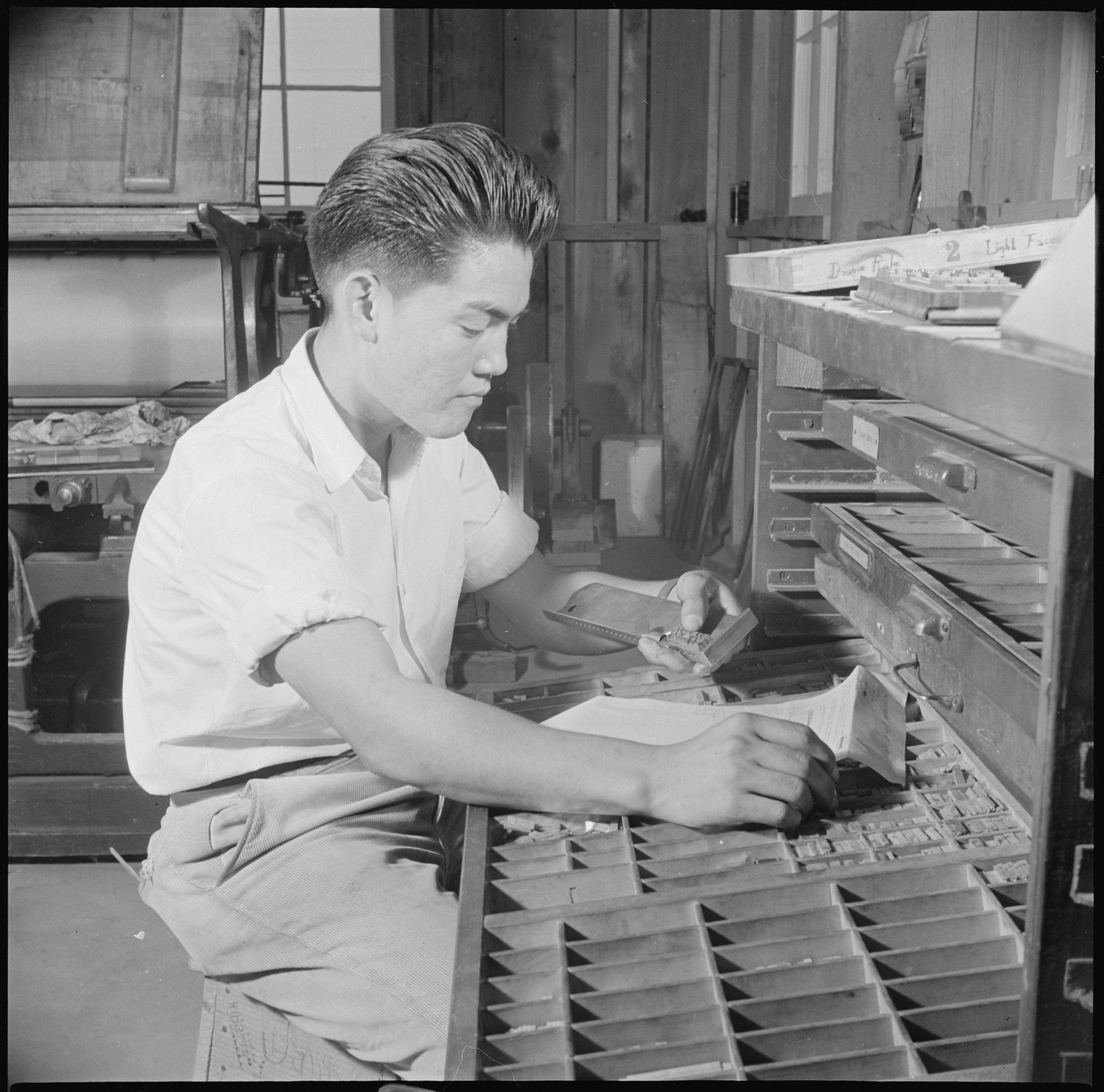
Rapaz trabalhando como compositor tipográfico

## A invenção da prensa móvel
A prensa de tipos móveis foi inventada pelo alemão Johannes Gutenberg por volta de 1450, com base nas prensas de vinhos. A técnica de impressão já existia na China e no Japão (acredita-se que desde o século VIII), porém, o método usado era diferente, chamado de “impressão em bloco” usando um bloco de madeira talhado, para imprimir uma página com determinado texto. Essa técnica era mais adequada para alfabetos constituídos de vários ideogramas, possivelmente por esse motivo não foi tão difundido na China do século XI como na Europa, que possuía um alfabeto com limitados números de caracteres. Ressalta-se ainda que os blocos feitos de madeira tinham uma qualidade inferior aos metálicos, pois se desgastavam e iam sofrendo alterações na forma ao longo do uso. 
Mas, os desenvolvimentos de Johannes Gutenberg, um ourives de profissão, se diferenciam dos métodos já usados pelos chineses em dois aspectos: a invenção da máquina impressora e o uso de tipos alfabéticos e não ideográficos. Além disso, ele desenvolveu um sistema de impressão completo, que aperfeiçoou o processo de impressão em todas as etapas, adaptando as tecnologias existentes (como por exemplo a tradicional prensa de parafuso, conhecida na Europa desde o século I) às invenções de sua autoria. A inovadora Matriz (tipografia) possibilitou, pela primeira vez, maior agilidade no processo de cópias, usando tipos móveis metálicos em grandes quantidades, um elemento chave para a lucratividade da imprensa no mundo inteiro, já que os tipos móveis de metal absorvem muito menos tinta e o processo de fabricação envolvia um número menor de pessoas. Com o tempo, esses detalhes técnicos foram aperfeiçoados de diversas maneiras, contudo, os princípios básicos da prensa de Gutenberg permaneceram em uso por mais de três séculos.

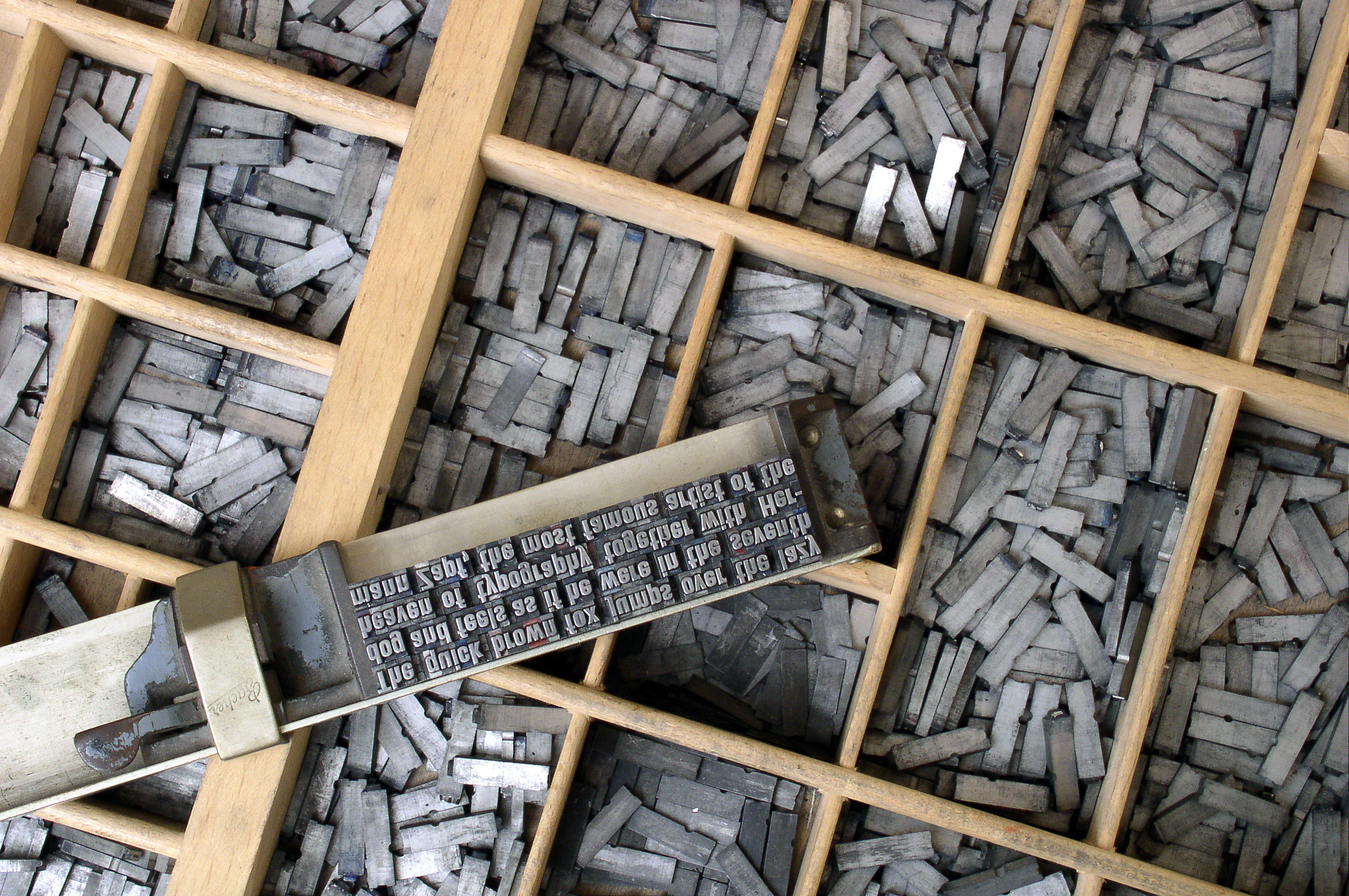
Tipos móveis justapostos num componedor, do ponto de vista do compositor tipográfico (ou chapista). Sob o componedor vê-se a caixa de tipos.

A invenção e a difusão da prensa móvel é amplamente considerada como o acontecimento mais influente do segundo milênio d.C., revolucionando a maneira como as pessoas concebem e descrevem o mundo, e inaugurando a Idade Moderna. Porém, seu sucesso e sua sobrevivência dependeram da capacidade de mercantilizar efetivamente formas simbólicas. Logo, tal invenção contribui em parte no crescimento da economia no início da Europa moderna. Simultaneamente, estas se tornaram as novas bases do poder simbólico, que possuía relações ambivalentes com as instituições políticas dos estados emergentes, por um lado, e com aquelas instituições religiosas que reivindicavam certa autoridade sobre o exercício do poder simbólico, por outro. 

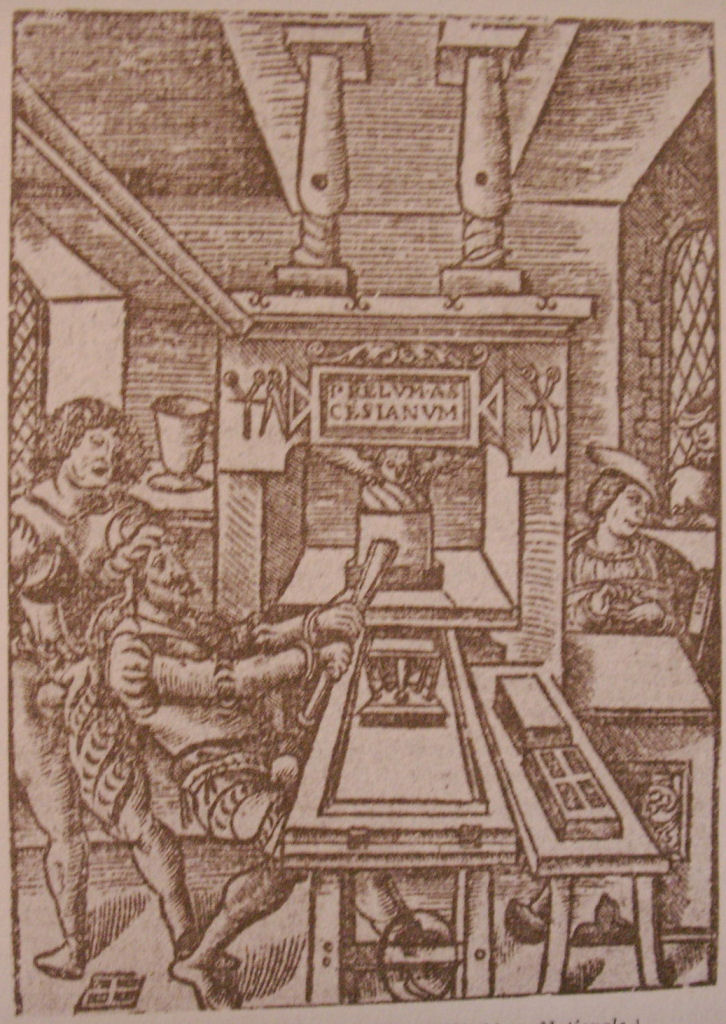
Prensa manual de Gutemberg

### Como funciona uma prensa móvel
Essencialmente consistia em pequenos blocos metálicos esculpidos em relevo (com letras, símbolos e também áreas de espacejamento) que seriam organizados em placas que receberiam então o nome de matriz. Essa placa (matriz) com todos os caracteres necessários para formação de uma página já organizados e fixados seria levada a uma máquina chamada prensa, que iria aplicar uma pressão na matriz contra diversas folhas de papel gerando assim uma sequência de páginas que seriam armazenadas para utilização futura. Após esta etapa, a matriz era inteiramente desmontada e receberia uma nova organização de caracteres para a impressão de uma nova sequência de páginas que daria continuidade ao texto anteriormente impresso e formaria um futuro impresso ou meio de comunicação como um jornal, revista, livro ou outro. Conforme os tipos (bloquinhos metálicos, em geral, de chumbo) se desgastassem, poderiam ser fundidos novamente e remodelados. Apesar de inicialmente parecer trabalhoso, esse processo permitiu a produção sequencial de páginas de uma forma sem precedentes na história.

## A difusão da prensa móvel

Produção de livros impressos por cidade até 1500

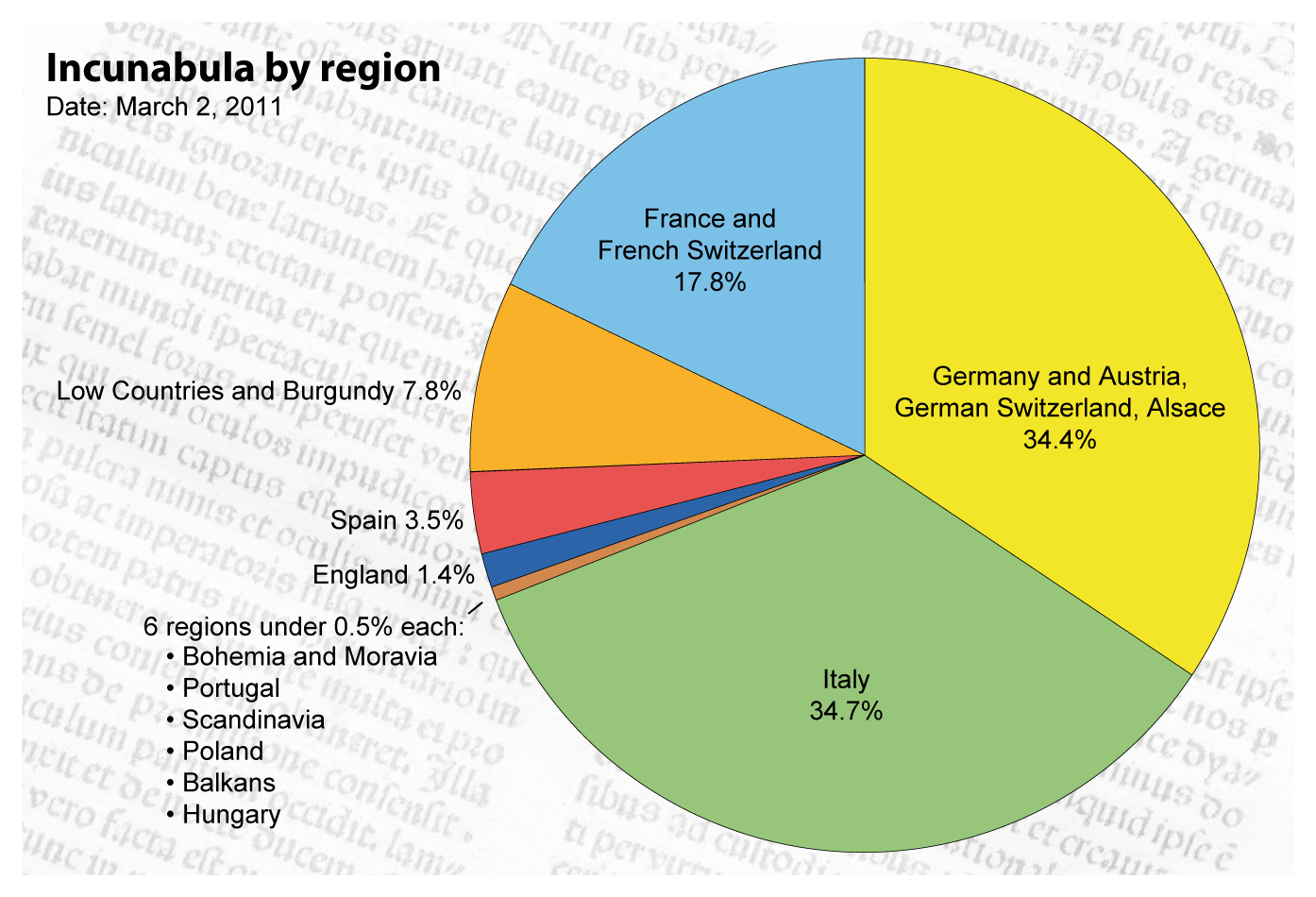
Proporção dos livros impressos no século XV por região

As técnicas de impressão foram originalmente desenvolvidas na China e logo depois se espalhou para Coréia (os coreanos foram os primeiros a usar formas de tipo móvel). Mas somente nos séculos XVI, na China e no XVII, no Japão é que os impressos tomaram uma direção comercial. Embora não exista prova direta da transferência das técnicas de impressão da China e da Coréia para a Europa, tais métodos podem ter sido disseminados com a difusão do papel-moeda, das cartas de jogo e dos livros impressos na China e com a gradual expansão dos contatos comerciais e diplomáticos entre oriente e ocidente.
Em torno de 1450, Gutenberg já tinha desenvolvido suficientemente as suas técnicas para explorá-las comercialmente, e poucos anos depois estavam operando em Mainz diversas oficinas tipográficas. As técnicas de impressão se espalharam rapidamente, já que os tipógrafos carregavam seus equipamentos e seus conhecimentos de uma cidade para outra. Da cidade de sua origem, Mogúncia na Alemanha, as prensas gráficas se espalharam por grande parte do continente europeu. Por volta de 1500, havia uma máquina de impressão gráfica em mais de 250 lugares da Europa. Em poucas décadas toda a Europa Ocidental já havia produzido mais de vinte milhões de volumes. No século XVI, com prensas popularizadas ainda mais longe, a produção aumentou dez vezes, para um número estimado de 150-200 000 000 de exemplares. Com o tempo as impressoras chegaram na América Espanhola - México e Peru - durante o século XVI. Contudo, houve uma grande dificuldade de entrada dos impressos no mundo muçulmano e ortodoxo. Na Turquia, a prática de impressão era vista como heresia pelos fiéis e chegou a ser decretada punição com pena de morte para quem a praticasse. Somente no início da Era Moderna que foi permitida a entrada dos impressos nos países muçulmanos e, no século XIX, no mundo ortodoxo. Na Europa, alguns também não eram a favor da prensa. Os escribas, por exemplo, se sentiam ameaçados pela nova invenção desde o início. Até 1808 as prensas foram proibidas no Brasil, os livros que existiam no país vinham de Portugal.
A Igreja também era contra, pois assim daria aos fiéis , normalmente indivíduos que ocupavam uma posição hierárquica social baixa a possibilidade de ler os textos por conta própria ao invés de acreditar no que as autoridades diziam. Para manter o controle sobre as informações que poderiam ser obtidas, foi criado um sistema de censura considerado o mais difundido do período, o "Index dos Livros Proibidos". Trata-se de um catálogo com os títulos que os fiéis não eram permitidos a ler. Nele estavam, principalmente, os livros com conteúdos heréticos, imorais e mágicos.
As tipografias primitivas eram, em sua grande maioria, comerciais organizadas nos moldes capitalistas. A operação de uma prensa de tipos móveis tornou-se tão sinônimo da empresa de impressão que emprestou seu nome a todo um novo ramo da mídia, a imprensa.

## Impactos do desenvolvimento da prensa móvel
Meios técnicos como a escrita, o pergaminho e o papel já contribuíam muito para a reprodutibilidade e retenção das formas simbólicas, mas o passo crucial foi a invenção da máquina impressora que permitiu a reprodução em velocidade e escala jamais vistas até então. A mecanização levou à primeira produção em massa de livros na história, estes que antes eram manuscritos, caros e em pouca quantidade, passaram a ser impressos em menos tempo, em grandes quantidades e com um menor custo. No renascimento, uma só prensa móvel podia produzir 3 600 páginas por dia, muito em comparação as quarenta cópias feitas manualmente por um escriba.

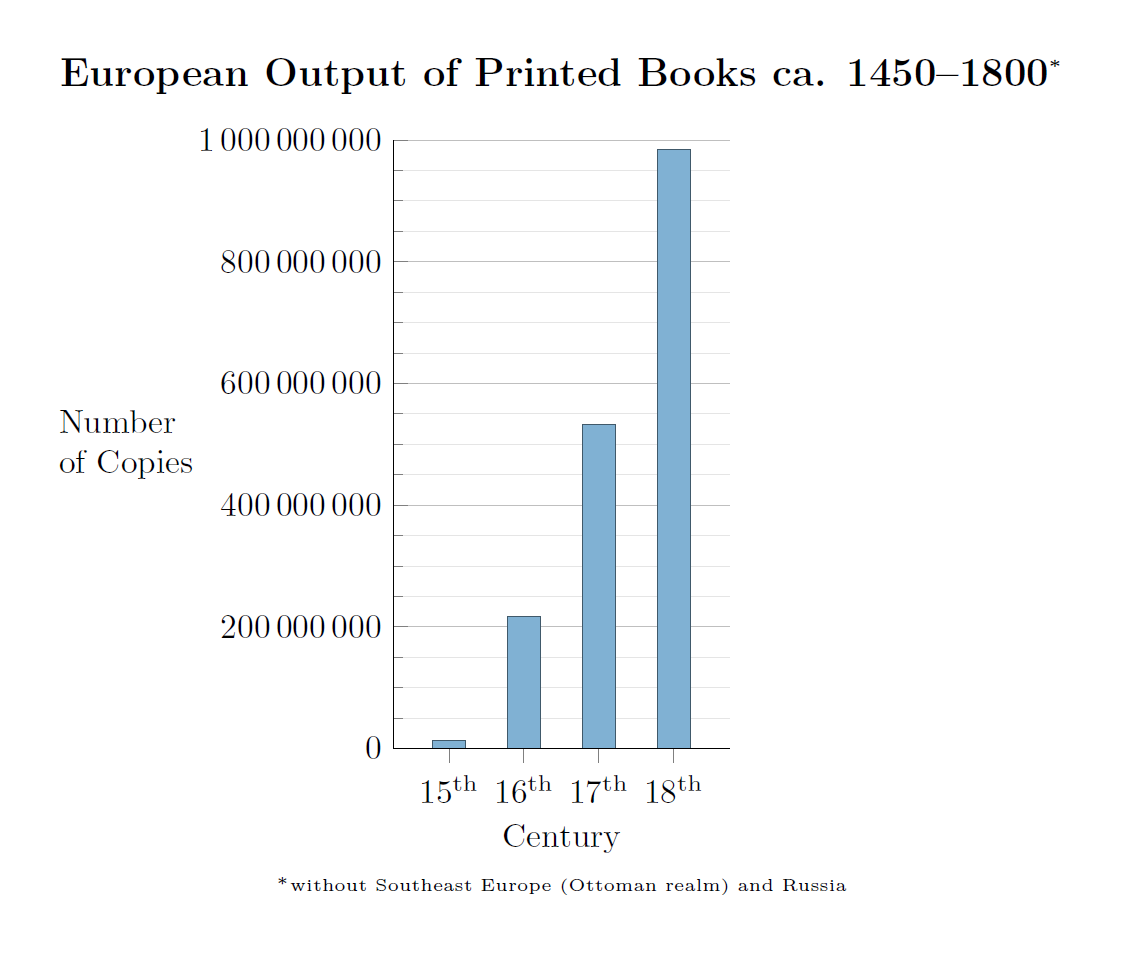
Produção de livros impressos até 1800 na Europa.

O impacto da prensa de Gutenberg na história é difícil de apreender na globalidade. Tentativas de analisar seus efeitos múltiplos incluem a noção de uma "revolução da impressão". E essa "revolução" causada pela impressão gráfica não se relaciona apenas com a tecnologia. Foi necessário a existência de condições sociais e culturais específicas. A estas condições, pode-se atribuir o fato de existir uma parcela da população letrada na Europa em meados do século XV, que viabilizou tal êxito.
A disponibilidade e acessibilidade ao público em geral da palavra impressa impulsionou a democratização do saber e lançou as bases materiais para a moderna economia do conhecimento, pois além de tornar o conhecimento acessível a um público maior também permitiu que as gerações seguintes conhecessem o trabalho das gerações predecessoras de forma sistemática e cumulativa. As pessoas poderiam aprender por conta própria, os alunos universitários tiveram a oportunidade de avançar no conteúdo dado por seus professores. Além disso, ao longo de toda a idade média livros manuscritos tinham sido produzidos por escrivãs e copistas trabalhando em sistemas de produção para comerciantes leigos, que forneciam livros para as faculdades universitárias e para as ordens mendicantes, o que fez com que os primeiros impressores vissem o mercado como potencial e quisessem entrar nele. Ademais, esta invenção também contribuiu para a alfabetização, neste período foram criadas campanhas para incentivar a população.
A fixidez do conteúdo impresso (textos de conteúdo uniformizados em relação aos antigos manuscritos interpolados, ou seja, com intervenções textuais deliberadas por parte dos copistas) assim como a durabilidade física viabilizada através de múltiplos exemplares idênticos de uma mesma obra, ainda que impressos em uma superfície mais frágil como o papel também merecem destaque. Em relação as imagens, apesar das xilogravuras serem danificadas ao longo do uso, sua repetição era muito mais precisa do que os desenhos que perdiam os detalhes no decorrer das cópias, na fase dos manuscritos.

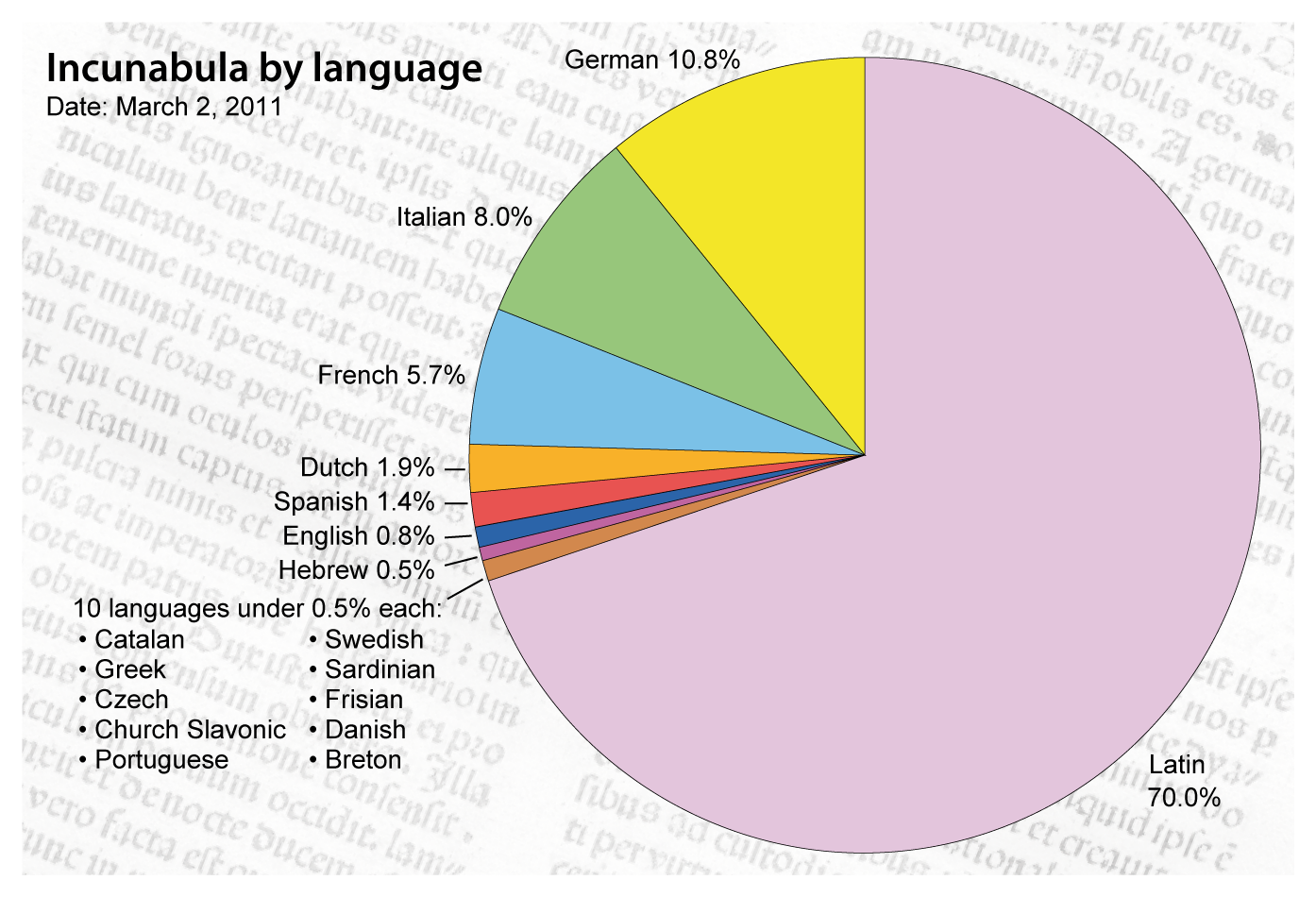
Proporção dos livros impressos no século XV por língua

Na Europa renascentista, com a chegada de impressão por prensa de tipos móveis, iniciou-se a era da comunicação de massa, que alterou a estrutura da sociedade: a circulação relativamente irrestrita de informação e ideias (revolucionárias, como por exemplo as de Lutero) transcendeu fronteiras, galvanizou as massas para a Reforma Protestante e ameaçou o poder de autoridades políticas e religiosas, pois facilitou a difusão de críticas aos mesmos. O aumento acentuado da alfabetização quebrou o monopólio de uma elite letrada sobre a educação e aprendizagem e reforçou a emergente classe média. Em toda a Europa acelerou o florescimento das línguas vernáculas em detrimento do latim, que perdeu o seu estatuto de língua franca.

### Mudanças no formato dos livros e formas de pensar
As mudanças de reorganização feitas nos livros influenciaram no modo de pensar da sociedade. No começo do processo de impressão não havia uma padronização a seguir. À medida com que os impressos se multiplicavam com grande velocidade, houve a necessidade de se publicar erratas já que os livros eram fabricados em grandes quantidades e os erros se multiplicavam na mesma proporção. Com a padronização, era mais fácil corrigir os erros visto que nos manuscritos não haveria erros iguais na mesma edição. Houve a necessidade de inserir índices e folhas de rosto e de se catalogar os livros. As bibliotecas foram ampliadas e, com tantos livros disponíveis, era preciso fornecer bibliografias para que os leitores pudessem selecionar da melhor forma os livros a serem lidos por eles. Além disso, com a grande quantidade de opções de leitura, um estudante não se interessava mais em envolver-se com um só texto e dedicar-se a ele fazendo comentários. Desse modo começou a ocorrer o cruzamento de referências entre os livros.
A Preservação dos textos era outro fator de mudança, com os manuscritos, os textos eram mais vulneráveis e se desgastavam à medida em que eram usados e com mais facilidade do que o papel, além do que a pele era muito mais custosa e menos abundante. Pós invenção da prensa também foram criadas novas formas de restauração dos textos. 
Novas questões surgiram como o monopólio e a pirataria. As pessoas começaram a se preocupar com registro de suas obras, os escritores tomaram uma posição mais individualista quanto aos seus trabalhos. Os "termos plágio e direito de reprodução" começaram a ter um significado para o autor.  O hábito de leitura solitária (silenciosa) já existia na Idade média, porém com o advento da prensa tornou-se mais intenso. Antes da invenção da prensa, as perguntas científicas estavam atreladas as inquietações religiosas sobre temas celestes e datações religiosas comemorativas. Depois da invenção os estudos astronômicos se complexaram de tal forma que caminharam para outro lado. Deixando para trás, as formas antigas de pesquisa.
Livros de autores como Lutero e Erasmus tornaram-se então best-sellers, chegando a centenas de milhares de pessoas na época de seu lançamento. Em 1620, o estadista e filósofo Inglês Francis Bacon escreveu que a impressão tipográfica tinha "mudado o rosto e estado de coisas em todo o mundo" associando-a ao trio "imprensa-pólvora-bússola". Desde o início, a impressão era praticada também como uma verdadeira arte com um elevado padrão estético, como na famosa Bíblia de Gutenberg "de 42 linhas", impressa também em pergaminho. Hoje, as obras impressas entre 1455, data aproximada da sua publicação, até 1500, os chamados incunábulos estão entre os bens mais valiosos das bibliotecas.

### Mudanças no valor de obra "original" ou "autêntica"
O desenvolvimento da técnica de impressão com o advento da prensa móvel nos deu uma facilidade muito maior de reproduzir múltiplas réplicas ou cópias de obras originais para serem comercializadas, o que implicou à noção de obra "original" ou "autêntica". Como a reprodução das formas simbólicas se tornou algo "comum", o fato da obra ser original ou autêntica passou a ter grande importância para determinar o seu valor no mercado de bens simbólico. Por sua vez, uma réplica ou cópia de uma obra, é cotada em valores mais baixos.